# Aufklärungsgeschwader 13
La Aufklärungsgeschwader 13 (13e escadron de reconnaissance) est une unité de reconnaissance aérienne de la Luftwaffe (Wehrmacht) qui sera renommée juste avant le déclenchement de la Seconde Guerre mondiale. 

## Organisation
Formé le 1er novembre 1938 à Göppingen (Luftflotte 3) pour contrôler les groupes suivants :
- Aufklärungsgruppe 13
- Aufklärungsgruppe 23

Le 26 août 1939, l'unité est redésignée Koluft Heeresgruppe C.
Geschwaderkommodore (Commandant de l'escadron) :
| Début             | Fin          | Grade  | Nom                |
| ----------------- | ------------ | ------ | ------------------ |
| 1er novembre 1938 | 23 août 1939 | Oberst | Maximilian Kieffer |